# Thrypticomyia gizoensis
Thrypticomyia gizoensis là một loài ruồi trong họ Limoniidae. Chúng phân bố ở miền Australasia.